# J.E. Casely-Hayford
Joseph Ephraim Casely-Hayford sau Ekra-Agiman (29 septembrie, 1866–11 august, 1930) a fost un jurnalist, scriitor, avocat, pedagog și politician ghanez ce sprijinit mișcarea pan-africană. S-a născut pe 29 septembrie 1866 în Cape Coast, Ghana, care pe atunci era colonie britanică.